# Université africaine de technologie et de management
L'Université africaine de technologie et de management est une université privée créée en 1992 au Bénin. Elle est connue sous l'appellation de UATM GASA-FORMATION-SUPELEC BENIN,

## Création
Fondée en 1992, l'Université africaine de technologie et de management (UATM) obtient son agrégation le 1er février 2006 par Arrêté Ministériel.

## Formations
UATM offre des formations en Électronique et l'Informatique de Gestion et dispose de filières composées de 16 unités.

### Galeries de photos

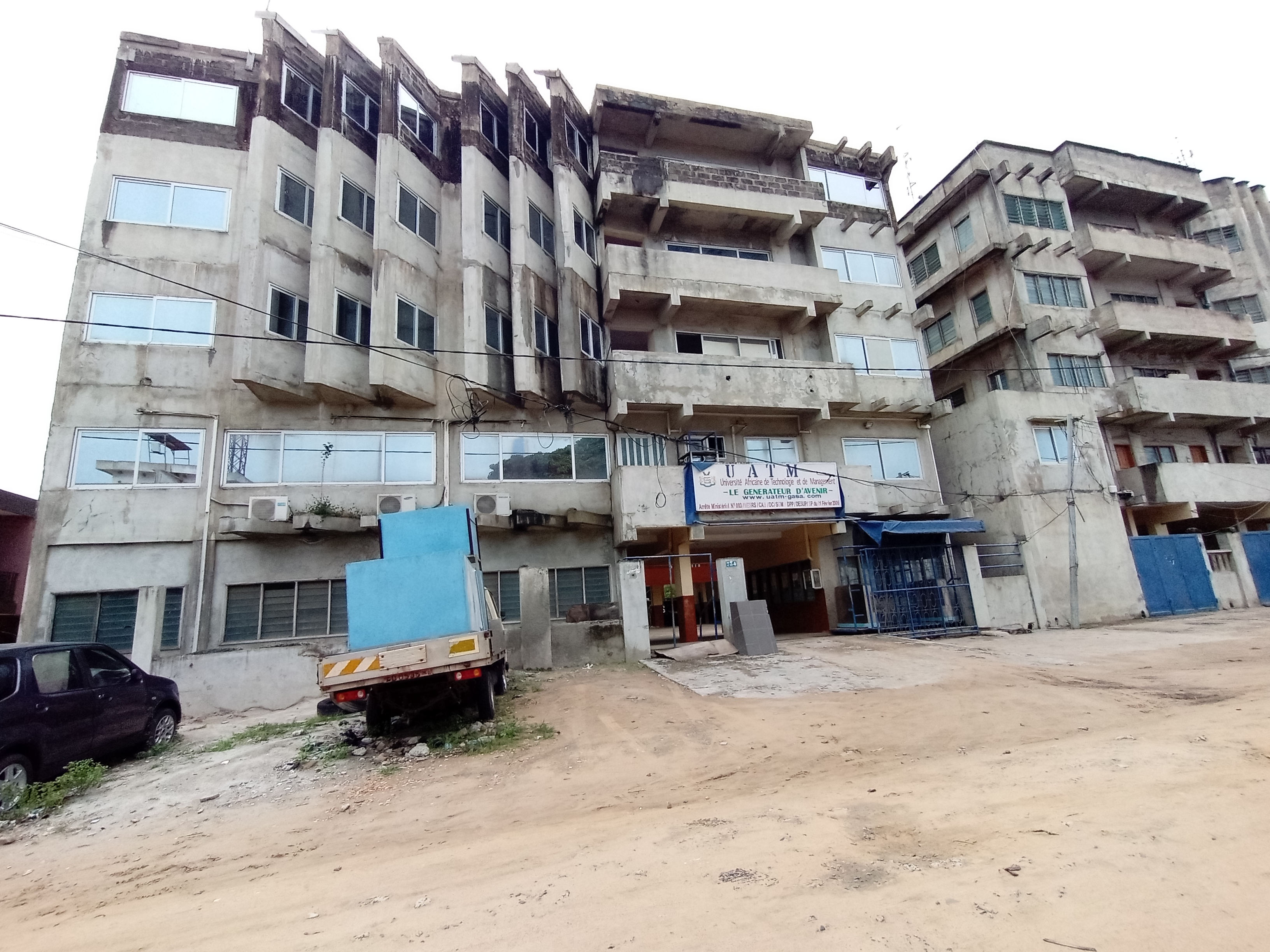
Bâtiment de l'Université africaine de technologie et de management.

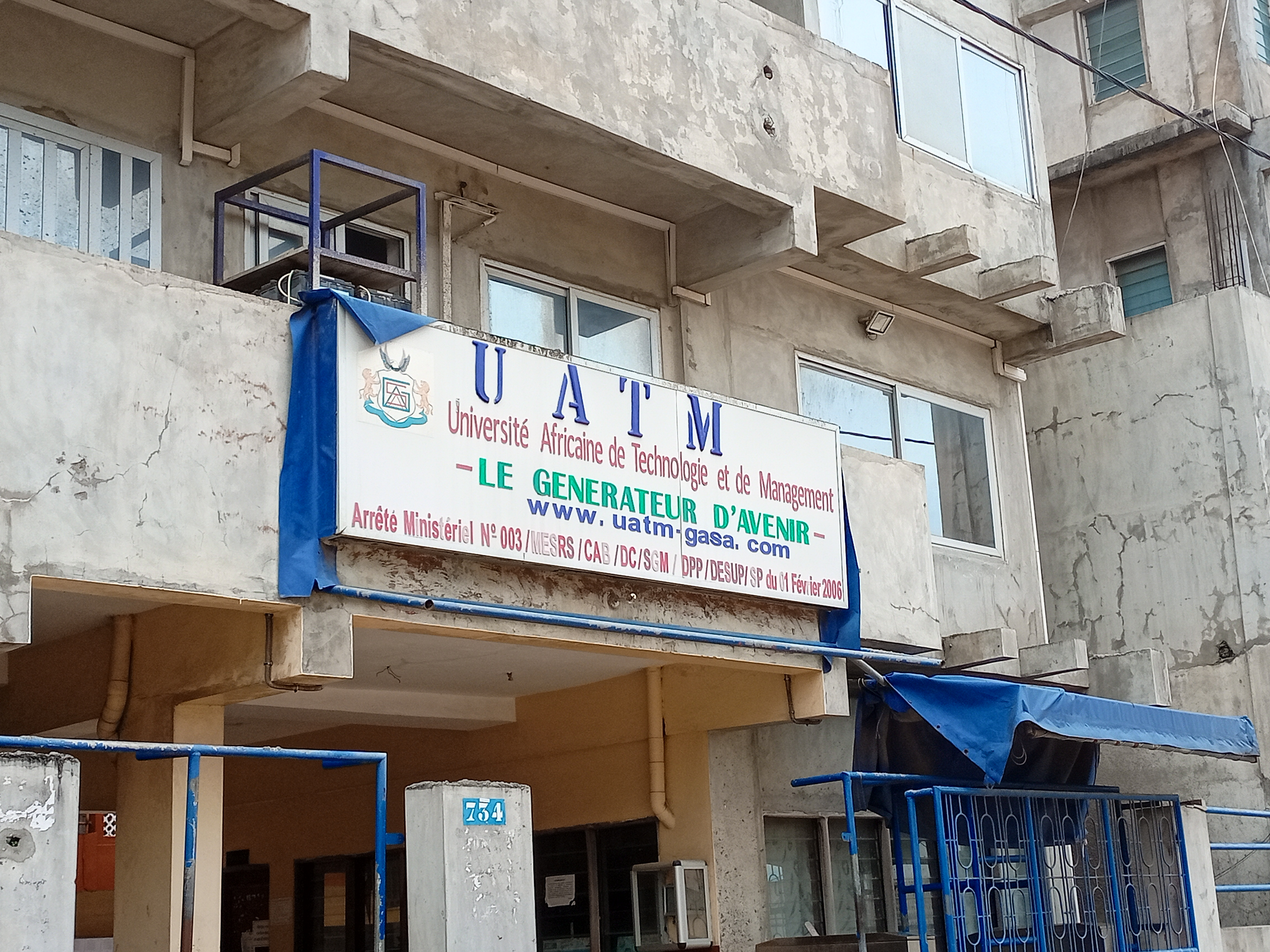
Entrée principale de l'Université africaine de technologie et de management.